# Csupa könny a szobám
A Csupa könny a szobám (Tres Palabras) című dal a negyvenes évek népszerű slágere volt. Eredetijét egy kubai muzsikus írta, Osvaldo Farrés. Azonosítója ISWC: T-004.024.147-1. Betétdala egy rajzfilmnek (Make Mine Music, 1946). Az angol szöveg alapján G. Dénes György írta meg a magyar szöveget; Fényes Kató énekelte. Máig ő a dal legismertebb előadója, pedig 1948-ban elhagyta az országot.

## A szerző
A dal eredeti szerzője nem ismerte a kottát – mint sok más sikeres muzsikus. 1902. január 13-án született Quemado de Güines-ben, Kubában. Sikeres rádióműsora volt még hazájában El Bar Melódico címmel. Első nagy sikere az Acércate mas (Jöjj közelebb hozzám). Még nagyobb sikert ért el a Quizás, quizás, quizás (Talán-talán). Kezdetben publicista volt, így készítette első reklámanyagait, és már 1940-ben eljutott Hollywoodba a zenéjével. Zenét szerzett például Carlos Ramírez és Esther Williams számára. Dalait Doris Day, Nat King Cole, Maurice Chevalier, Johnny Mathis, Charles Aznavour, Édith Piaf énekelte. 1962-ben feleségével együtt emigrált az Egyesült Államokba. Ott is halt meg 1985. december 22-én.

## A dal története
A dal kottáját 1942-ben adták ki. Ütemjelzése kubai bolero (2/4-es), Á-moll. A visszaemlékezések szerint Chela Campos mexikói énekesnő kérte Farrés-től a dalt. Azt mondta: „Elég három szó is”. Ez adta az ötletet a szerzőnek: Con tres palabras (három szóval el tudom mondani); ezzel kezdődik a refrén, ám a választ a dal utolsó sora adja meg: Cómo me gustas (hogy rajongok érted). Az angol változat már csak a végszót idézi: I pray about you
... I'm lost without you (és elveszek nélküled).
A filmben Andy Russell énekelte az angol változatban, Chucho Martinez Gil a spanyolra szinkronizált változatban. A film spanyol címe: Música Maestro, illetve La Cajita Musical (Mexikóban) A dal változatai közt német nyelvűt is találunk Bis ans Ende der Welt címen Liselotte Malkowsky énekelte Ralph Maria Siegel szövegét (a film német verziójának címe: Lachkonzert in Entenhausen).
A film francia változata La Boîte à musique, ebben a dal Ballad in Blue címen szerepel. A film 1946-ban a Cannes-i filmfesztiválon a legjobb animációs film díját nyerte el.
Legismertebb előadása Nat King Cole felvétele.

## Előadók

### Néhány előadója (televízió, vagy hanglemez)
Édith Piaf
Violeta Parra
Felix Caballero (SEECO 7966)
Mátrai Zsuzsa
Tabányi és szólistái (Durium Pátria)
Vámosi János és Záray Márta (Hungaroton: Gól!)
Hegyi Barbara és Kaszás Attila
Pálffy Zsuzsa Csupa könny a szobám. YouTube
Papadimitriu Athina (Magneoton: Latin díva)
Delhusa Gjon
Radnai Éva Csupa könny a szobám. YouTube (modernizált basszusokkal)
Balázs Klári és Korda György (Hungaroton)
Galambos Lajos (Hungaroton)
3+2 együttes

### A dal a YouTube gyűjteményében
Fényes Kató Csupa könny a szobám. YouTube
Vadas Zsuzsa, Martiny zenekar Csupa könny a szobám. YouTube
Lantos Olivér, Radiola tánczenekar Csupa könny a szobám. YouTube
Tabányi Mihály CSupa könny a szobám. YouTube
Záray Márta Csupa könny a szobám. YouTube (tangó formában)
Chucho Martínez Gil y Estelita Rodríguez (részlet a filmből, Andrew Russell változat). 
Luis Miguel Rosario Con tres palabras. YouTube
Omara Portuondo Con tres palabras. YouTube
Nat King Cole Con tres palabras. YouTube
Manuel Ángel Vergara Tenorio Con tres palabras. YouTube
Mina Mazzini Con tres palabras. YouTube
Orietta Berti Con tres palabras. YouTube
Bebo Valdés és Chicho Valdés Tres palabras. YouTube (zongora)
Ñoja (bolero stílusban) Con Tres palabras. YouTube
Miguel Bosé és Tania Libertad (modern hangszerelésben) YouTube-videó. YouTube
Ivonne de la Rosa Con tres palabras. YouTube
Hiram Remón Con tres palabras. YouTube
Juana Suarez (modern hangszerelésben)
Javier Solis con trió Con tres palabras. YouTube
Raphael és Manuel Martos
Bienvenido Rosendo Granda Aguilera Con tres palabras. YouTube
Charlie Haden (nagybőgő) David Sanchez (szaxofon) Gonzalo Rubalcaba (zongora) Con tres palabras. YouTube
Julio Jaramillo
Limón de René Camacho, La Arrolladora Con tres palabras. YouTube  (mariachi stílusban)
Luciano Castro Con tres palabras. YouTube (kubai stílusban)
El Trio Simpatia Tres palabras. YouTube  (kubai stílusban)
Angol változat, Without You cím alatt (azonosítója: ISWC: T-070.280.913-9 ); szövegírója Gilbert Ray
Andy Russell Without You. YouTube (hanglemez)
Wim Overgaauw (gitár)
Frank Ifield
Németül
Bis ans Ende der Welt (nem tévesztendő össze Wim Wenders filmjével)
Liselotte Malkowsky (Polydor 48 429 H, Horst Wende Quartett; Gerhard Gregor Hammond orgonán)
Liane Augustin (Tanzorchester Josef Leo Gruber, 1950)
Olaszul (a szinkronizált filmből)
Natalino Otto (olaszul a dal címe Sensa te)